# Huszár Vilmos (festő)
Huszár Vilmos, született Herz Vilmos (Budapest, 1884. január 5. – Hierden, Hollandia, 1960. szeptember 8.) magyar festő és formatervező, aki alkotói fénykorát Hollandiában töltötte és egyik alapító tagja volt 1917-ben a De Stijl c. folyóiratnak, s a körülötte kialakult művészeti mozgalomnak.

## Élete, munkássága
Herz József könyvvivő és Fischer Sarolta fia. Budapesten tanult az Iparművészeti Főiskolán, nyaranként a nagybányai művésztelepen vagy Hollósy Simonnál Técsőn festett, Münchenben is járt tanulmányúton. Az 1900-as évek elején naturalista stílust sugárzó portréfestményekkel jelentkezett a Nemzeti Szalon és Műcsarnok kiállításain. 1905-ben kivándorolt Hollandiába, eleinte Voorburgban, majd Hágában lakott. 1909-ben telepedett le véglegesen  Hollandiában, megnősült, felesége Elisabeth van Teylingen lett. A képzőművészet több ágában tevékenykedett, az arckép és tájkép festészet mellett a grafika, az épület-plasztika, a belsőépítészet, színes üvegablakok készítése terén is kapott megbízásokat, sőt bábkészítéssel és színházi jelmeztervezéssel is foglalkozott.
A stílusirányzatok közül eleinte a naturalizmus és a posztimpresszionizmus, majd a kubizmus és a futurizmus volt rá nagy hatással, később a dada és a geometrikus absztrakció irányában tájékozódott. Jó barátságba került a kortárs haladó művészekkel, köztük Theo van Doesburg, Piet Mondrian, Gerrit Rietveld, Jacobus Johannes Pieter Oud, együtt alapították meg a De Stijl c. folyóiratot.
Barátságot kötött Piet Zwart bútortervezővel, s segédkezett mellette a Bruynzeel-ház (Voorburg) enteriőrjének kialakításában, a falak színskáláinak összeállításában. 1926-ban kialakította a Virginia cigaretta teljes vizuális megjelenítését a csomagolástól kezdve a reklámmal bezárólag. A Virgina cigaretta dobozán egy kortárs ismert színésznőt (Miss Blanche) ábrázol grafikusan, amint éppen cigarettázik, ezzel mintegy a szabadságot hirdetve, ekkor kezdett divatba jönni a fiatal nők körében a dohányzás.

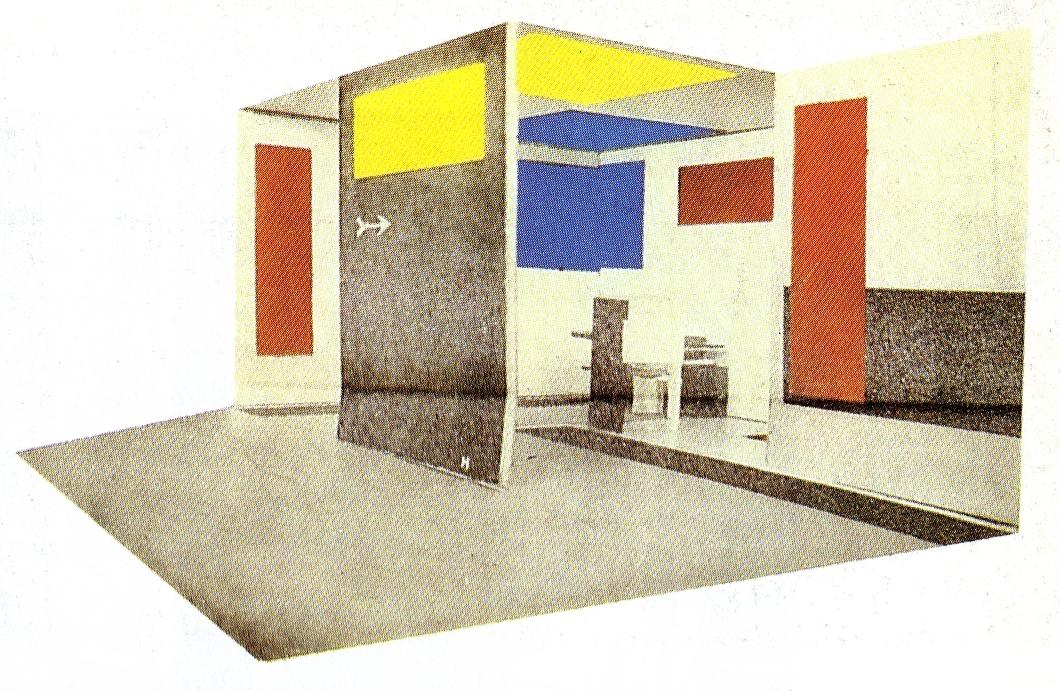
Rietveld és Huszár makettje, De Stijl, 1923

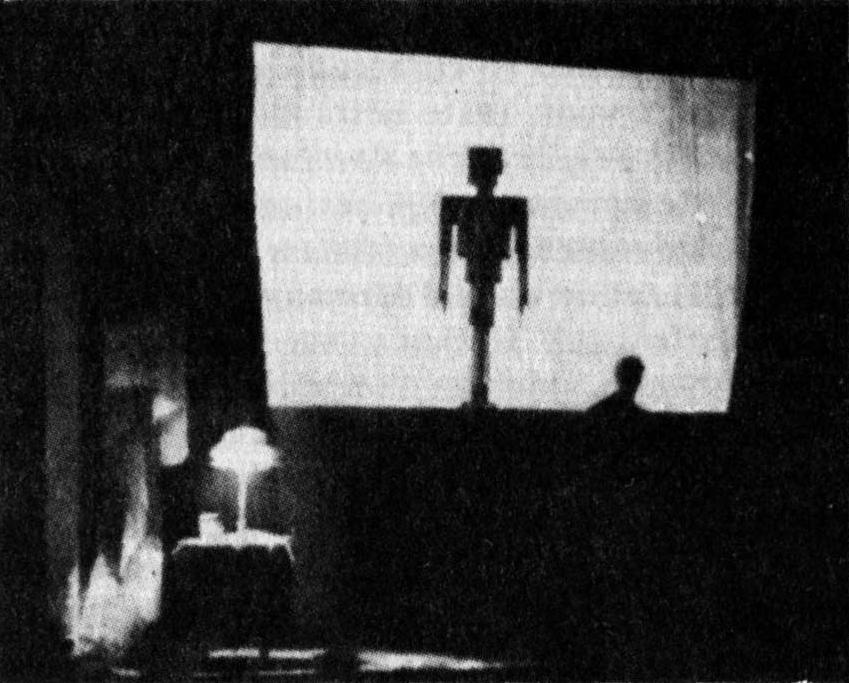
Mechanikus tánc dada stílusban, 1923

Gerrit Rietveld építésszel maketteket készítettek a geometrikus absztrakció stílusában, megjelentették azokat a De Stijl hasábjain.
New Yorkban volt kiállítása 1926-ban a Brooklyn Múzeumban, 1927-ben az Andersen Galériában. A második világháború idején ellenállóként tevékenykedett a németek által elfoglalt Hollandiában.
Sajnos műveit leginkább fényképekről lehet ismerni, mert azok magángyűjteményekben vannak és egymástól igen távol eső múzeumokban vagy elpusztultak. Szerencsére nézeteit gyakran publikálta a De Stijl hasábjain, kísérleteiről, műveiről is jelentek meg itt képek. A művész 1960-ban halt meg Hierdenben.
1985-ben Sjarel Ex és Els Hoek „Vilmos Huszár schilder en ontwerper” (Huszár Vilmos, festő és alkotó) címen gazdagon illusztrált könyvet adtak ki munkásságáról. Ugyancsak 1985 március–májusban a hágai Gemeentemuseum rendezett retrospektív kiállítást műveiből. A kiállítás később Budapestre is eljutott, nagy sikert aratva. A Vrij Nederland c. hetilap különszámot szentelt Huszár művészetének.

## Műveiből (válogatás)
- Nagybányai ház (1904) (Olaj, vászon, 60 x 80 cm) Magántulajdonban
- Kertben (1906) (Olaj, vászon, 90 x 112 cm) Janus Pannonius Múzeum, Pécs
- Fiatal nő geometrikus képpel és Bauhaus lámpával (Olaj, vászon, 50 x 60 cm) Magántulajdonban
- Mechanikus tánc dada stílusban (1923)
- Kompozíció (1926) (61 × 54 cm) Sztuki Múzeum, Łódź
- Fekvő ábra (1928). (Olaj, vászon. 73 × 160,5 cm) Centraal Múzeum, Utrect
- Táncos pár (1928) (70 × 50 cm. Olaj, fa) Amsterdam, magángyűjteményben
- Színes ólomüveg ablak F.W.Braat gyárában. (1928) Delft (ma Bacinol 2 néven ismert az épület amely a Huszár étteremnek is helyet ad)
- Van Termote[14] portréja (Olaj, vászon)
- De Stijl kompozíciója (1950-1955) (Olaj, vászon. 66,7 x 57 cm) Gemeentemuseum, Hága
- Kompozíció (1955-1960 körül) (Olaj, karton. 84,2 x 61,4 cm) Thyssen-Bornemisza Múzeum, Madrid